# ホンダ・リッジライン
リッジライン（RIDGELINE）は、ホンダが生産・販売している中型スポーツユーティリティトラック（SUT)である。

## 初代 YK1型（2005-2014年）

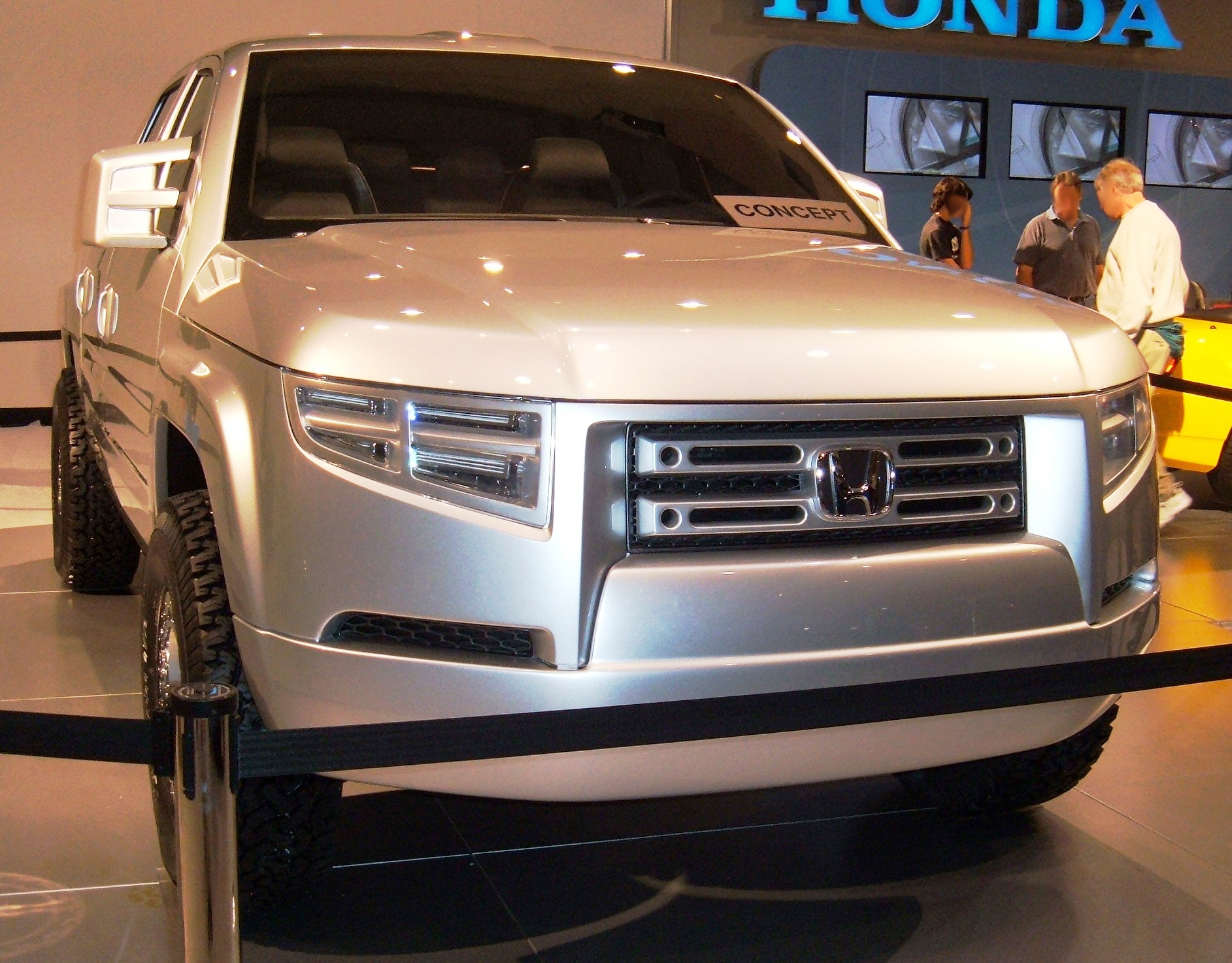
SUTコンセプト

2004年1月に北米国際オートショー（デトロイトオートショー）でSUTコンセプトが発表、1年後の2005年1月に同ショーでリッジラインとして発表され、2005年3月から2006年モデルとして販売が開始された。
エクステリアデザインはキャビンと荷台が一体であることを強調するようにシームレスな1つの金属の塊から削り出したような「billet construction」をコンセプトとしている。プラットフォームはアキュラ・MDX、オデッセイ（北米仕様）、パイロットと同じ「グローバル・ライトトラック・プラットフォーム」を使用するが、90%以上が新しくなっており、ホンダが製造した自動車で最大のサイズと最長のホイールベースを持つこととなった。トラックとして過酷な使用に耐えるための対応が取られており、ボディは7つの高張力鋼クロスメンバーを使ったフルボックス断面のラダーフレームをモノコックに統合し強固な作りとしている。
インテリアは仕事と生活の混在する消防署の「dual-duty」をコンセプトとしている。1列目を居住空間、2列目を倉庫や車庫とし、インストゥルメントパネルは指令室をイメージしている。2列目座席は60:40分割で跳ね上げが可能で、シート全部を跳ね上げれば、フロントタイヤを外したマウンテンバイクなども積むことができる。センターコンソールボックスはアームレストがスライドし、内部がさらにスライドする多機能形状となっている。標準の自動熱線フロントウィンドウはトラック初の装備となっている。
エンジンはJ35A9型V型6気筒で、トランスミッションは5速AT、駆動方式はVTM-4方式の4WDである。構成はMDXと同じであるが、耐久性強化や独自のチューニングが加えられた。ハイマウントのエアインテークは低回転域のトルクを向上させるほか、水の浸入も防止する。パワーステアリングクーラー、トランスミッションクーラーも備えた。サスペンションはピックアップトラック初の4輪独立懸架式で、リアはトレーリングアーム式マルチリンクとし、荷台部分の張り出しを抑えるのに寄与している。ATレバーはコラム式である。
荷台は長さ1.52m（5ft）で、SMC（Sheet Molding Compound）製で傷や腐食に強いとされ、さらに3本の高張力鋼クロスメンバーで補強される。荷台の最大積載量は500kgで、ハーフトン（1/2t）クラスに属し、車全体の総積載量は最大703kg（1,550lbs）である。シボレー・アバランチと同じように荷台はボディと一体化されている。
荷台の後部下には特徴的な「In-Bed Trunk」があり、通常の自動車のトランク同様に鍵付きで上部に開き、内部は240Lを容量を持つ。トランクは耐水性があり、氷を敷き詰めてクーラーボックス代わりにも可能、底部に排水栓が設けられている。スペアタイヤはトランク奥のスペースにスライド収納するが、荷物によっては荷台脇に固定することもできる。荷台はホイールハウスの張り出しが小さいのも特徴で、幅広いスペースを確保している。両側に3箇所ずつの耐荷重158kgのカーゴフックを備え、ホンダならではとしてオフロードバイクやATVの積載を考慮した設計がされている。
デュアルアクションテールゲートは、通常の下開きに加えて横にも開くことができ、トランクへのアクセスを容易にしており、強度も最大136kgの動加重に対応する。
牽引能力は2名乗車時に最大2,267Kg（5,000lbs）で、ホンダの調査によるとトラック所有者の84%が5,000lbs以下のトレーラーを牽引しているということで、十分な能力を持つとしている。
前述のとおり、4WDシステムはVTM-4で、セレクトレバーが｢1｣、｢2｣、｢R｣の時にはロックモード機能が使用できる。ロックモードをオンにすれば10km/hまでは完全ロックとなり、29km/hで完全解除、29km/h以下になれば再びロックモードになる。最低地上高208mm、アプローチアングル24.5度、デパーチャーアングル22度、ランプブレークオーバーアングルは21度で、静止状態から28度（53%）のダート路面の登坂能力を備え、中型（medium duty）トラックレベルのオフロード性能を持つとしている。

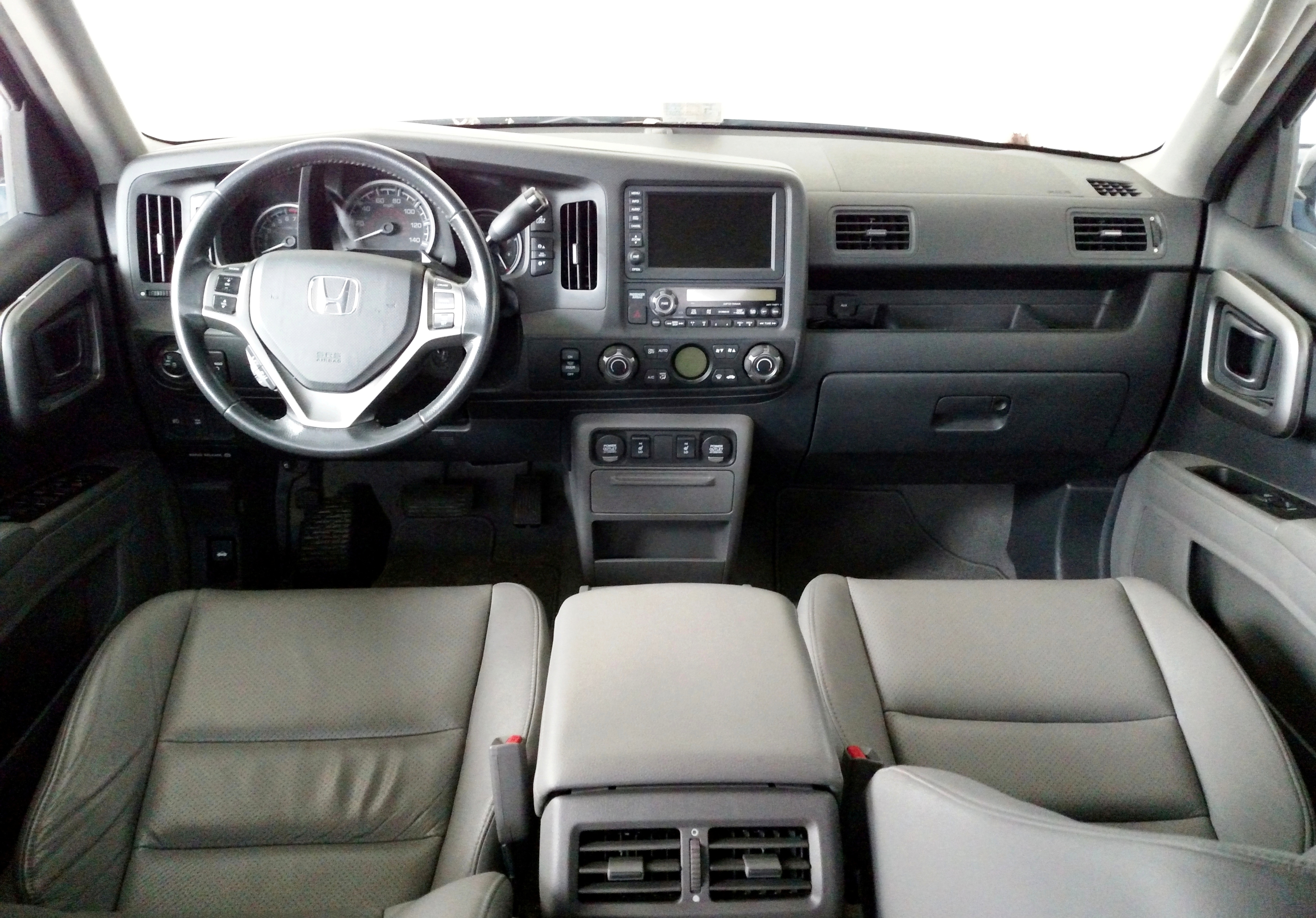
インテリア

安全装備ではABS、VSA、EBD（電子制御ブレーキ）、サイドエアバッグ、横転センサー付きサイドカーテンエアバッグ、タイヤ圧モニター（TPMS）などが標準装備となる。
NHTSA（米国高速道路交通安全局）の衝突テストで4ドアピックアップトラックとしては初の前面、側面衝突共に5スターを獲得し、横転耐性試験でもピックアップ最高の結果となった。

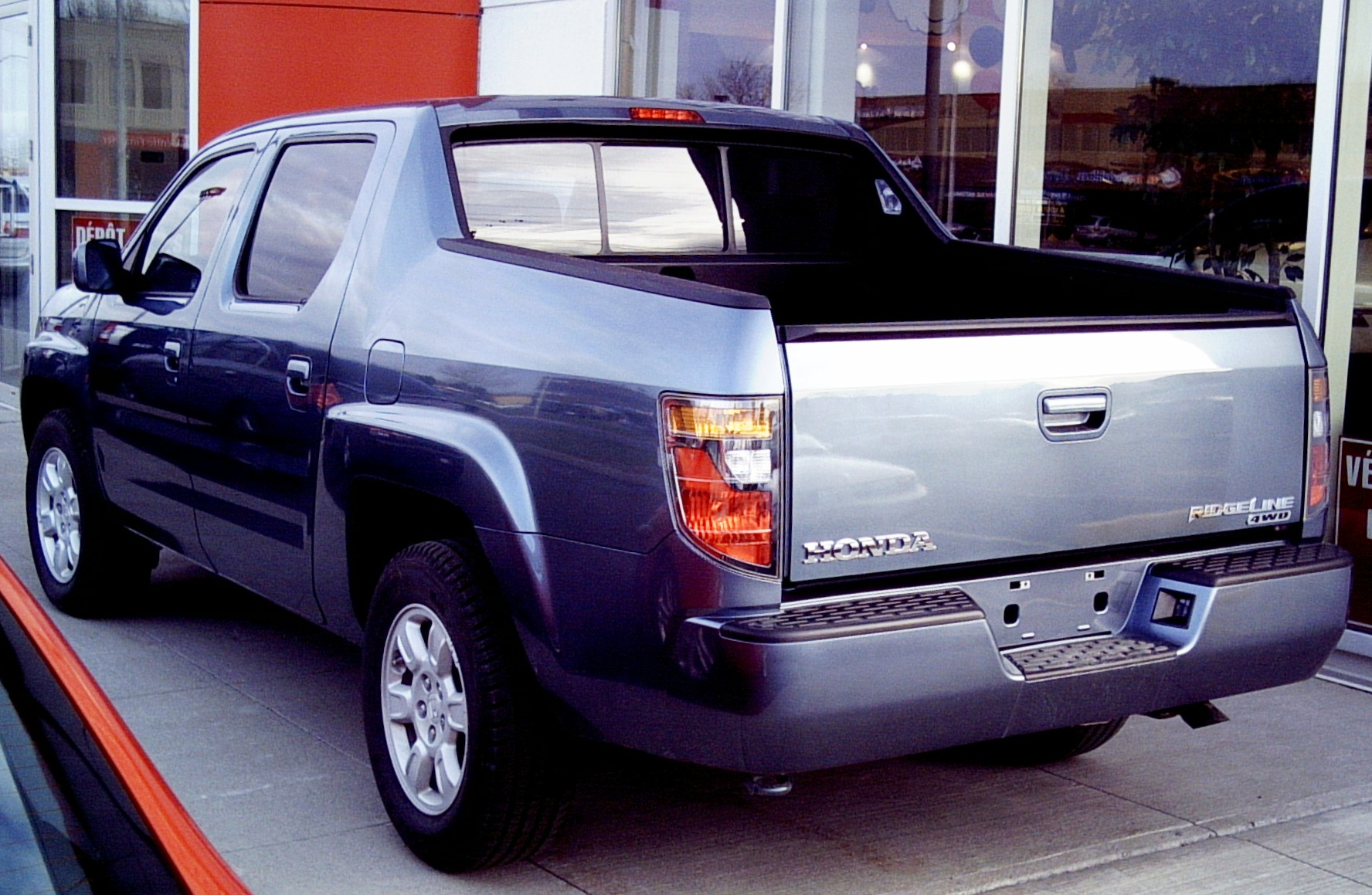
リア

リッジラインのリアエンブレムは、ピックアップトラックの力強さを表現するために、他のホンダ車とは違い、ホンダのCIロゴが使われておらず、「HONDA」表記のみとなっている。
グレードは｢RT｣、｢RTS｣、｢RTL｣の3種類。「RT」は17インチスチールホイールにマニュアルエアコンが特徴。「RTS」では17インチアルミホイール、オーディオのアップグレード、サウンドコントロール付きステアリング、前席パワーシート、デュアルゾーンオートマエアコン、外気温度計が付き、「RTL」は18インチホイール、レザーシート、パワーランバーサポート、シートヒーター、リアビューミラー、HomeLinkなどが付き専用オプションでサテライトナビゲーションやDVDエンターテイメントシステム、ムーンルーフ、XMサテライトラジオなどが用意される。
2007年モデルでは4色のボディーカラーや、牽引装置が標準の「RTX」グレードが追加された。「RTL」ではムーンルーフ、XMラジオが標準装備に変更。
2008年モデルでは｢RTS｣、｢RTL｣のアルミホイールが「machined styling」デザインに変更。
｢RT｣、｢RTX｣、｢RTS｣のファブリックインテリアがデュアルトーンからモノトーンに変更された。
2009年モデルはフェイスリフトが行われた。エクステリアではフロントグリルの形状が変更され、前後バンパーデザインも変更し全長がわずかに伸びた。リアターンシグナルが橙色から赤色になっている。ボディカラーは新色が追加された。
エンジンはJ35Z5型となり、全域でトルクが向上し、最大出力は3hp向上した。主な改良点はカムプロファイル変更や大径化インテークバルブ、マグネシウム製可変インテークマニホールドなどで、6度毎のクランクパルスセンサー、エアフローセンサーなどで耐ノック性能が向上し、エンジンブロックの冷却経路見直しなども講じられた。セルモーターが強化され、より素早い始動が可能となった。エンジンのトルクアップに関連し、トランスミッションはローギアード化され加速時や牽引時、重積載時の性能を向上させた。
インテリアではステアリングデザインが変わり、計器類、スイッチ類のデザインも一部変更された。安全装備ではアクティブヘッドレスト、中間点灯機能が追加された。牽引装置が全車標準となり｢RTX｣グレードは廃止された。
2012年モデルではフロントグリルデザインが変更され、空力性能の向上やエンジンのフリクション低減により高速燃費が1mpgアップした。新たに「RT」の上に「Sport」グレードが加わった。専用のブラックハニカムフロントグリルとなり、内装では革巻きステアリングホイールなどが装備される。2013年モデルでは全グレードにリアビューカメラが標準装備となった。
2014年モデルでは最上位グレード「Special Edition」が追加された。黒をベースにした専用ホイールやフロントグリル、ヘッドライトデザインとなり、リアにも専用バッジがつく。
製造はHCMのカナダオンタリオ州アリストン工場で行われていたが、2009年にオデッセイやパイロット、MDXを製造するアメリカのアラバマ工場に生産を移管した。
2014年に生産終了。

## 2代目 YK2/3型（2016年-）
2016年1月、北米国際オートショーにて2017年モデルとして初披露された。初代とは異なり、ドアパネルやフロントマスクの一部をSUVのパイロットと共通化された。先代同様、ホンダR&Dアメリカズで開発され、米国アラバマ工場で生産する。
ライバルとの競争力を高めるため、先代で設定の無かったFF仕様も追加された。先代から設定される電子制御四輪駆動システムは「i-VTM4」に進化して継続採用。さまざまな環境下での走行性能と牽引能力をさらに高めている。
また次世代ACEボディーと安全運転支援システム「Honda SENSING」を新規採用する一方で、施錠可能な荷台床下収納スペース「In-Bed Trunk」や2方向に開閉可能な「デュアルアクションテールゲート」を先代に引き続いて採用している。

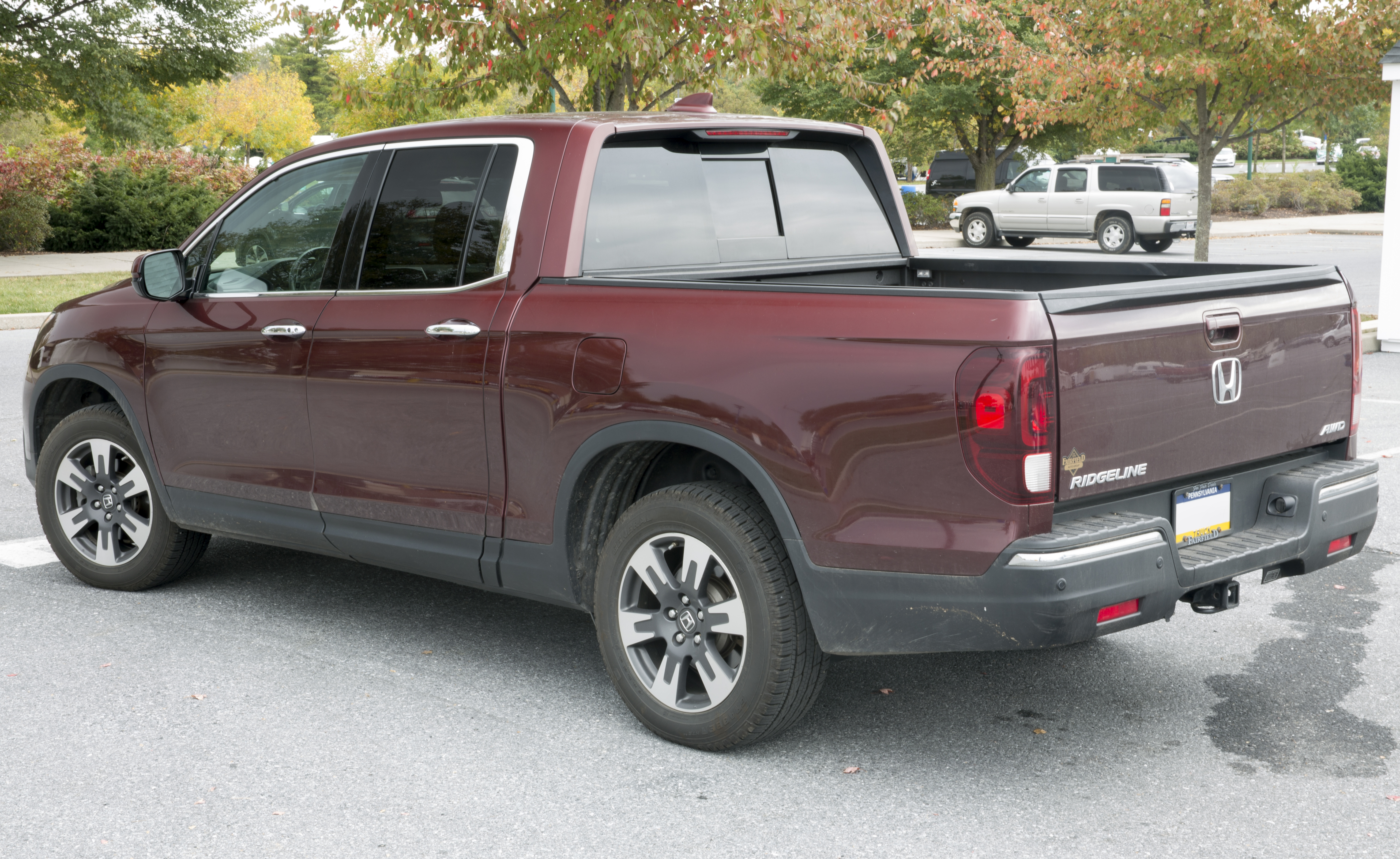
リア
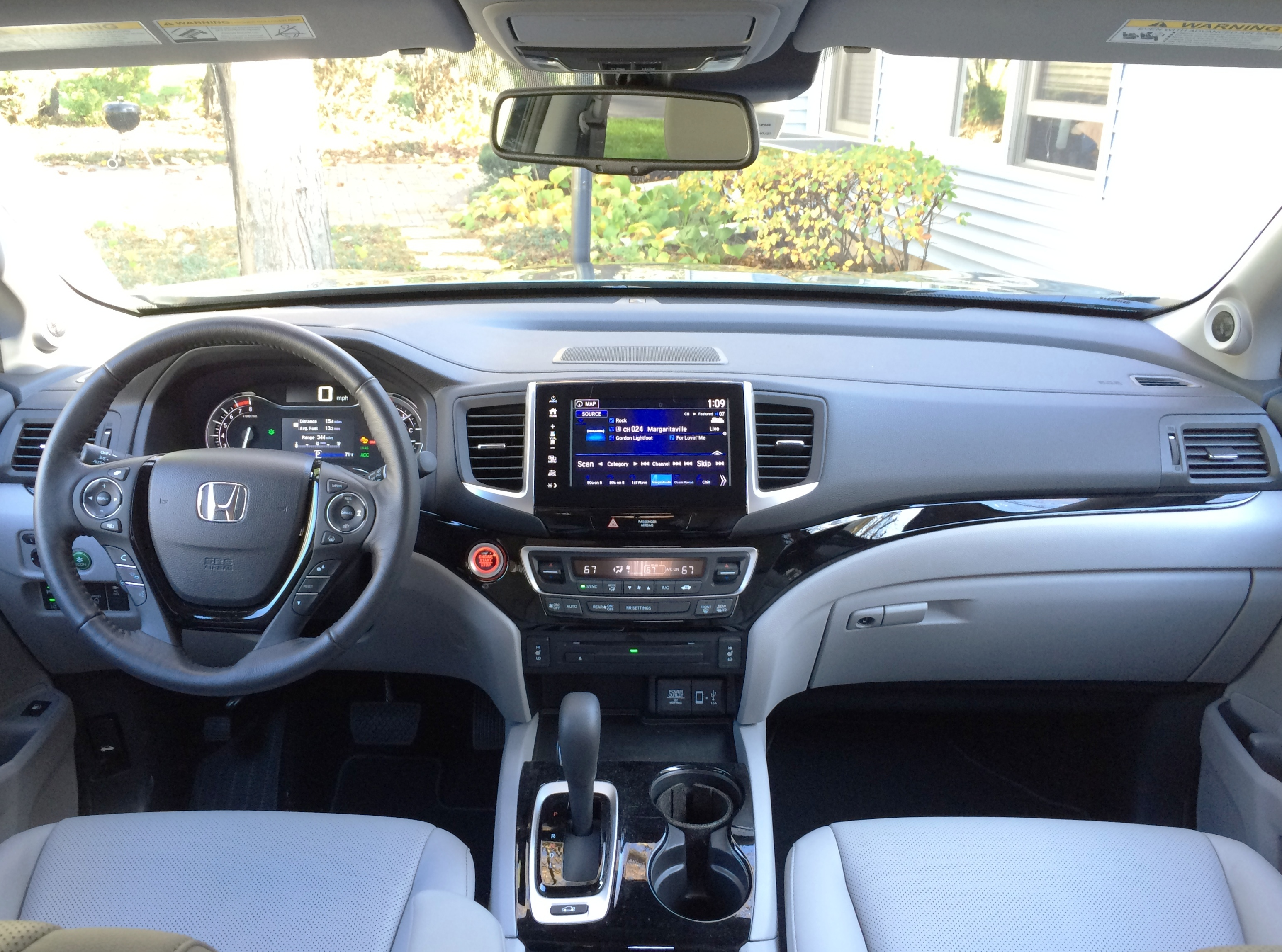
インテリア

## 販売
カー・アンド・ドライバー誌で「革命的に乗り心地の良いピックアップであり、日常生活で牽引しない人には最適の車」のように、多くの良好な評価を受けたが、販売台数は2007年6月時点で4,000台/月で、目標には届かなかった。ホンダは年間生産台数を5万台から4万7千台へと減少させた。
原因の一つとして平均価格が高いことが上げられており、ホンダディーラーでは異例のディスカウント販売を行うこととなった。リッジラインは価格以外にも、フルサイズピックアップトラック並のキャビンスペースを持つことや、ホンダの広告により、しばしば従来型の1/2tクラスのV8エンジン搭載のフルサイズピックアップトラックと比較されることとなり、非力なV6エンジンであることや、牽引能力不足、モノコックボディの耐久性不安、短い荷台などが指摘されている。牽引能力はミッドサイズとしても高いとはいえず、北米市場ではこの手のピックアップトラックは形だけでなく、実際にそれなりの重量物を牽引できるだけの能力を備えていることが求められている（トレーラー、キャンピングカーなど）。
なお、日本国内では正規販売されていない（2024年12月現在）。

## レース
2006年、カリフォルニアレースアンドラリー（CaRR）とパートナーを組み、バハ1000レースのストックミニクラスに参戦した。市販車からの改造は最小限となるクラスで、一番の変更点はサスペンションでキングレーシング製ショックを改良し採用している。さらには内装やシートなどを取り払うなどの軽量化、ロールケージ、ユニークメタルプロダクツ製のエアインテーク、ストレートエギゾースト、hondataによるエンジンと駆動系のコンピュータチューニング、大容量のパワーステアリングクーラー、オプティマ製バッテリー、スキッドプレート、ナーフバー、アメリカンレーシングATX全地形タイヤ、ATL燃料タンク、外部ライトバー、その他安全装備などの変更点がある。
2,085kmのコースでレースは行われ、779号車のリッジラインはタイムリミット6時間を残してゴール。ブービートラップによるドライブシャフトの破損や、タイヤの問題もあり、ポイント獲得はならなかった。1週間後に行われたネバダ州のヘンダーソン400では147台中47位でクラス優勝を遂げている。

## その他
- 初代はモータートレンド誌の2006年「トラック・オブ・ザ・イヤー」、「カナダ・カー・オブ・ザ・イヤー」のベストニューピックアップを受賞した。また2006年の「北米・トラック・オブ・ザ・イヤー」も受賞した。2代目も2017年の北米トラック・オブ・ザ・イヤーに輝く。
- IRLなどのホンダが関わるレースでは、サポートカーとして帯同している。

## 車名
「RIDGELINE」は、英語で「尾根、稜線」を意味する。